# Çandahar
Çandahar è un comune dell'Azerbaigian situato nel distretto di İsmayıllı. Conta una popolazione di 155 abitanti.